# ورتوگوش
ورتوگوش (به صربی: Vrtogoš) یک منطقهٔ مسکونی در صربستان است که در ناحیه پچینیا واقع شده‌است. ورتوگوش ۱٬۳۵۵ نفر جمعیت دارد.